# Capa d'ozó

Esquema de la distribució d'ozó en l'atmosfera. El pic superior correspon a la capa d'ozó.

La capa d'ozó o ozonosfera és la zona de l'estratosfera terrestre que conté una concentració relativament alta d'ozó. Mentre que la concentració mitjana d'ozó a l'atmosfera és 0,3 ppm, en la capa d'ozó pot arribar a les 15 ppm. Aquesta capa, que s'estén aproximadament dels 15 als 40 km d'altitud, reuneix el 90% de l'ozó present en l'atmosfera i absorbeix del 97% al 99% de la radiació ultraviolada d'alta freqüència.

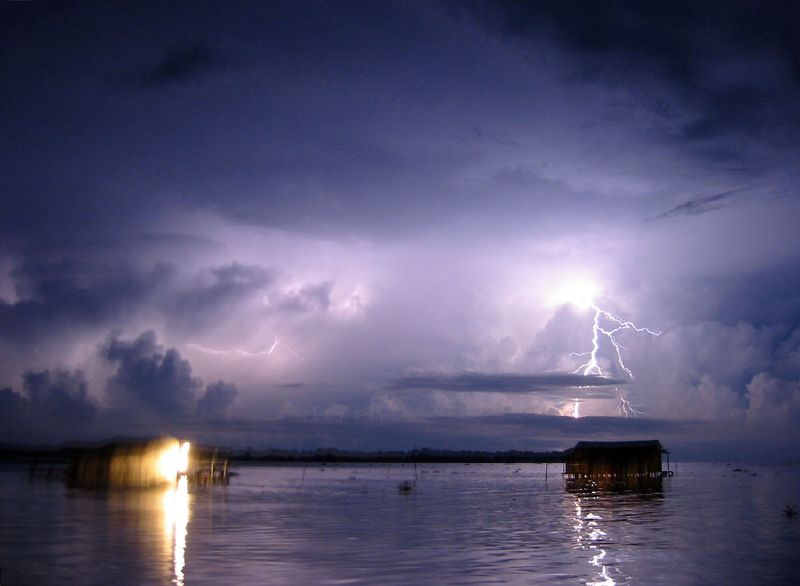
Llampec del Catatumbo, a l'Estat Zulia de Veneçuela. Les descàrregues elèctriques són la fàbrica d'ozó de la naturalesa. Existeixen àrees on els vents dominants són frenats per la configuració del relleu, provocant l'ascens orogràfic de la nuvolositat acompanyat per nombroses descàrregues elèctriques. Una de les àrees més favorables en aquest sentit és la formada per la vall del riu Catatumbo entre els Andes veneçolans i la muntanya de Perijá, al sud-est del llac de Maracaibo. Aquest fenomen és capaç de produir 1.176.000 llampecs per any, produint així el 10% de la capa d'ozó del planeta.

La capa d'ozó va ser descoberta el 1913 pels físics francesos Charles Fabry i Henri Buisson. Les seves propietats van ser examinades en detall pel meteoròleg britànic G.M.B. Dobson, que va desenvolupar un senzill espectrofotòmetre (l'espectrofotòmetre Dobson) que podia ser usat per mesurar l'ozó estratosfèric des de la superfície terrestre. Entre 1928 i 1958 Dobson va establir una xarxa mundial d'estacions de monitoratge d'ozó que encara continuen operant en l'actualitat. La unitat Dobson, una unitat de mesura de quantitat d'ozó, va ser anomenada en el seu honor.

## Origen de l'ozó
L'ozó és una forma al·lotròpica de l'oxigen que només és estable en determinades condicions de pressió i temperatura. És un gas compost per tres àtoms d'oxigen ({\displaystyle O_{3}}).
Els mecanismes fotoquímics que es produeixen a la capa d'ozó van ser investigats pel físic britànic Sidney Chapman el 1930. La formació de l'ozó de l'estratosfera terrestre és catalitzada pels fotons de llum ultraviolada que, en interaccionar amb les molècules d'oxigen gasós —constituïdes per dos àtoms d'oxigen ({\displaystyle O_{2}})—, les separa en els àtoms d'oxigen (oxigen atòmic) constituent. L'oxigen atòmic es combina amb aquelles molècules d'{\displaystyle O_{2}} que encara romanen sense dissociar formant, d'aquesta manera, molècules d'ozó, {\displaystyle O_{3}}.
La concentració d'ozó és major entre els 15 i 40 km, amb un valor de 2 a 8 partícules per milió, a la zona coneguda com a capa d'ozó. Si tot aquest ozó fos comprimit a la pressió de l'aire al nivell del mar, aquesta capa tindria solament 3 mm de gruix.
L'ozó actua com filtre o escut protector de les radiacions nocives i d'alta energia que arriben a la Terra tot permetent que en passin altres com l'ultraviolat d'ona llarga. Aquesta radiació ultraviolada és la que permet la vida al planeta, ja que és la que permet que es realitzi la fotosíntesi del regne vegetal, que es troba en la base de la piràmide tròfica.
El 10% d'ozó restant que no es troba a la capa d'ozó està contingut a la troposfera; és perillós per als éssers vius pel seu fort caràcter oxidant. Elevades concentracions d'aquest compost a nivell superficial formen el boirum (boira fotoquímica).

## L'equilibri dinàmic de l'ozó

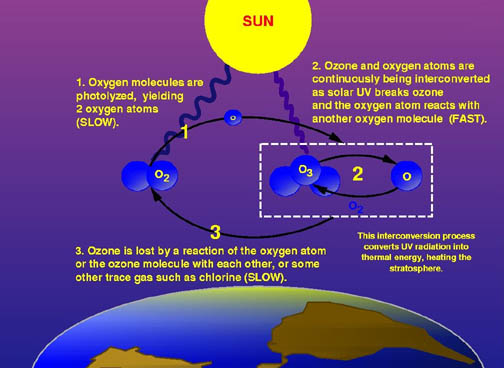
Cicle de l'ozó.

L'ozó es produeix mitjançant la següent reacció:
{\displaystyle O_{2}+h\nu ->O+O}
{\displaystyle O+O_{2}->O_{3}}
És a dir, l'oxigen molecular que es troba a les capes altes de l'atmosfera és bombardejat per la radiació solar. De l'ampli espectre de radiació incident una determinada fracció de fotons compleix els requisits energètics necessaris per catalitzar la ruptura del doble enllaç químic dels àtoms d'oxigen de la molècula d'oxigen molecular.
Posteriorment, la radiació solar converteix una molècula d'ozó en una d'oxigen diatòmic i un àtom d'oxigen sense enllaçar:
{\displaystyle O_{3}+h\nu ->O_{2}+O}
Durant la fase fosca (la nit d'una determinada regió del planeta) l'oxigen monoatòmic, que és altament reactiu, es combina amb l'ozó de l'ozonosfera per formar una molècula d'oxigen diatòmic:
{\displaystyle O_{3}+O->2O_{2}}
Per mantenir constant la capa d'ozó en l'estratosfera aquesta reacció fotoquímica ha de fer-se en perfecte equilibri, però aquestes reaccions són fàcilment pertorbables per molècules com els composts clorats (per exemple, els clorofluorocarbonis) i els composts bromurats.

## Deteriorament de la capa d'ozó

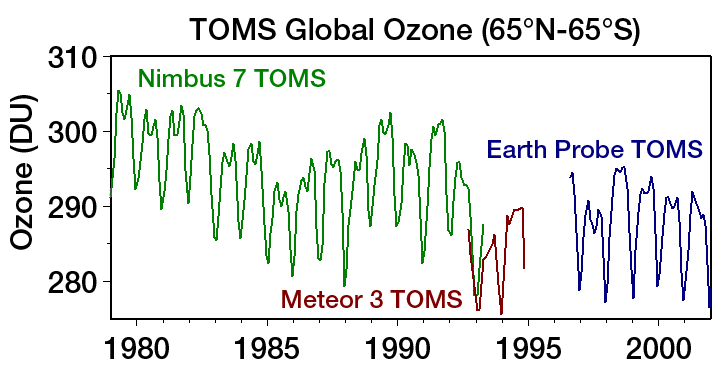
Mitjana mensual global d'.

La disminució de l'ozó de l'estratosfera és deguda a l'augment de clor a l'atmosfera, que es combina amb l'ozó i el destrueix. Alguns compostos de clor es fan servir com a propel·lents dels aerosols (laques, insecticides, escumes d'afaitar), com a gas refrigerant als frigorífics, en els aparells d'aire condicionat i en els aïllants. Els compostos del clor poden restar a l'atmosfera durant més de cent anys. Actualment hi ha un acord per deixar d'utilitzar aquests compostos i substituir-los per d'altres que no afectin la capa d'ozó.
Amb el seguiment observacional de la capa d'ozó, dut a terme en els últims anys, s'ha arribat a la conclusió que aquesta capa pot considerar-se seriosament amenaçada. Aquest és el motiu principal pel qual es va reunir l'Assemblea General de les Nacions Unides el 16 de setembre de 1987, firmant el Protocol de Montreal. El 1994, l'Assemblea General de les Nacions Unides va proclamar el dia 16 de setembre com el Dia Internacional per a la Preservació de la Capa d'ozó.
L'enrariment greu de la capa d'ozó pot provocar l'augment dels casos de melanomes, càncer de pell, de cataractes oculars i supressió del sistema immunitari en humans i en altres espècies. També pot afectar els cultius sensibles a la radiació ultraviolada.